# Spartak
Spartak (kyrillisch Спартак) ist der Name einer internationalen Turn- und Sportvereinigung in den Ländern der ehemaligen UdSSR und Namenszusatz zahlreicher Sportvereine in den Staaten des früheren RGW.

## Herkunft des Namens
Der Name leitet sich – anders als etwa bei Sparta Prag – nicht vom griechischen Sparta ab, sondern von der russischen Namensform des römischen Gladiators und Sklavenführers Spartacus (russisch Спартак), dessen Aufstand gegen die Elite des Römischen Reiches insbesondere in der Sowjetunion als historischer Vorläufer des Klassenkampfs zwischen Proletariat und Bourgeoisie betrachtet wurde. Die Verwendung im sportlichen Zusammenhang erklärt sich auch aus dem Versuch der Kommunisten, sich von der „bürgerlich-kapitalistischen“ Olympiabewegung abzugrenzen und dieser mit dem „proletarischen“ Gladiator Spartacus ein eigenes sportliches Vorbild aus der Antike entgegenzusetzen.

## Sportbewegung Spartak
Während der Arbeitersport in Deutschland eine verhältnismäßig lange Tradition hat(te), entwickelte sich Breitensport in der UdSSR erst nach der Oktoberrevolution und geht zurück auf Nikolai Starostin, dessen Initiative zur Entwicklung einer Arbeiter-Sportbewegung ausgehend von Spartak Moskau 1935 zur Gründung der gewerkschaftlich getragenen All-Unions-Sportvereinigung Spartak führte. Diese organisierte 1975 6,2 Millionen Menschen in rund 40 Sportarten. Die etwa 23.000 lokalen Sportkollektive nutzten 238 Stadien, 89 Schwimmbäder, 1.800 Turnsäle und 1.300 Fußballfelder der Organisation. Nach 1991 wurde Spartak als internationale Turn- und Sportvereinigung reorganisiert und hat derzeit sechs nationale Mitgliedsgesellschaften (in Russland, Belarus, Ukraine, Kasachstan, Kirgisistan und Aserbaidschan).
Mit der Ausdehnung des sowjetischen Machtbereichs auf zahlreiche Länder Europas nach dem Zweiten Weltkrieg wurde dort der Massensport nach dem Vorbild der UdSSR organisiert und ebenfalls Sportvereine mit dem Zusatz Spartak gegründet.
So zeigte der Namenszusatz Spartak in der Sowjetunion und einer Reihe ihrer Satellitenstaaten die Zugehörigkeit des Vereins zur gewerkschaftlich bzw. betrieblich organisierten Sportbewegung an. Weitere Organisationen waren Dinamo/Dynamo (als Sportvereinigung der Sicherheitsorgane) und ZSKA (als von der Armee getragene Sportvereine).
Viele dieser Vereine behielten nach dem Sturz des Kommunismus ihren Namen: 
- im Fußball
  - Spartak Moskau, Russland
  - Spartak Naltschik, Russland
  - Spartak Semei, Kasachstan
  - Spartak Trnava, Slowakei
  - Spartak Warna, Bulgarien
  - Spartak Subotica, Serbien

- im Eishockey
  - Hockeyklub Spartak Moskau,

- im Basketball
  - Spartak Sankt Petersburg
  - Spartak Primorje.

Ehemalige Klubs waren u. a.
- Spartak Aşgabat, Spartak Jerewan, Spartak Swerdlowsk, Spartak Ordschonikidse, Spartak Brno